# Hirvensaari (ö i Kymmenedalen)
Hirvensaari är en ö i Finland. Den ligger i vattendraget Pitkä-Kymi och i kommunen Kotka i den ekonomiska regionen  Kotka-Fredrikshamn  och landskapet Kymmenedalen, i den södra delen av landet, 110 km nordost om huvudstaden Helsingfors. Öns area är 1,2 hektar och dess största längd är 200 meter i sydöst-nordvästlig riktning.  Hirvensaari ligger i sjön Muhjärvi.